# 西蒙·塞伊索·格里菲斯
西蒙·塞伊索·格里菲斯（1905年7月9日—1940年12月26日），巴苏陀兰最高酋长。

## 生平
从前任 纳撒尼尔·格里菲斯·莱罗托利手中接过酋长之位。自1939年8月3日就任，直至1940年12月26日去世，后将酋长之位传与儿子莫舒舒二世，但当时其子年幼，因此仍由王后马特斯布·阿米利亚·马特萨巴摄政。

## 家庭
- 配偶：
  - 马特斯布·阿米利亚·马特萨巴（王后）
  - Mofumali Mabereng（莫舒舒二世生母）
- 子女：
  - Ntsebo公主（王后之女）
  -  康斯坦丁·贝伦·塞伊索王子（继位为莫舒舒二世）